# Rajoá
Rajoá (en gallego: Raxoá) es un lugar situado en la parroquia de Alixo, del municipio de El Barco de Valdeorras, en la provincia de Orense, Galicia, España.